# 童承契
童承契（1516年—？），字士成，號玄岡，湖廣承天府沔陽州人，軍籍，明朝政治人物。

## 生平
嘉靖二十二年癸卯科（1543年）湖廣鄉試第四名舉人。嘉靖三十五年（1556年）中式丙辰科會試第十名，三甲第三十五名進士。都察院观政，授江西安福县知县，三十八年升兵部主事，卒。

## 家族
曾祖童瀛；祖父童錦，訓導；父童時，母李氏。兄童承叙（左春坊左庶子、兼翰林院侍讲）、童承夔（舉人）。